# Список округов Миссисипи
Штат Миссисипи включает в себя 82 округа. Столица и крупнейший город штата — Джэксон находится в округе Хайндс.

## История
До колонизации европейцами на этой территории проживали индейские племена, в основном чокто и чикасо, а также туника-билокси, язу, пасгакула и натчез, поэтому некоторые названия округов и топонимы имеют индейское происхождение.
В 1799 году, ещё на Территории Миссисипи было образовано два округа: Адамс и Джефферсон, столицей Территории был город Натчез. Затем в результате дробления этих округов, увеличения площади и деления неорганизованной территории штата появились остальные округа. См. также ниже «Бывшие округа».

## Список округов
| Округ (рус.)      | Код FIPS | Окружной центр      | Основан | Источник образования                                                                           | Происхождение названия | Население, чел. (2000) | Площадь  | Карта                                   |
| Адамс             | 001      | Натчез              | 1799    | Один из двух первоначальных округов штата                                                      | назван в честь Джона Адамса, второго президента США | 34 340                 | 1191 км² | Округ Адамс на карте штата.             |
| Олкорн            | 003      | Коринт              | 1870    | Образован из бывших частей округов Типпа и Тишоминго                                           | назван в честь Джеймса Олкорна, политического лидера южан в эпоху Реконструкции Юга | 34 558                 | 1036 км² | Округ Олкорн на карте штата.            |
| Амит              | 005      | Либерти             | 1809    | Бывшая часть округа Уилкинсон                                                                  | назван в честь реки Амит | 13 599                 | 1891 км² | Округ Амит на карте штата.              |
| Атала             | 007      | Косцюшко            | 1833    | Бывшая часть округа Мадисон                                                                    | назван в честь индеанки Аталы — вымышленного персонажа повести Шатобриана «Атала» | 19 661                 | 1904 км² | Округ Атала на карте штата.             |
| Бентон            | 009      | Ашленд              | 1870    | Образован из бывших частей округов Маршалл и Типпа                                             | назван в честь сенатора США Томаса Харта Бентона, сторонника территориального расширения США | 8026                   | 1054 км² | Округ Бентон на карте штата.            |
| Боливар           | 011      | Кливленд и Роуздейл | 1836    | Образован из бывших частей округов Таллахатчи и Вашингтон                                      | назван в честь Симона Боливара | 40 633                 | 2269 км² | Округ Боливар на карте штата.           |
| Калхун            | 013      | Питтсборо           | 1852    | Образован из бывших частей округов Чикасо, Лафайетт и Ялобуша                                  | назван в честь Джона Калхуна, вице-президента США | 15 069                 | 1520 км² | Округ Калхун на карте штата.            |
| Карролл           | 015      | Карролтон           | 1833    | Образован из бывших частей округов Лаундс, Монро, Вашингтон и Язу                              | назван в честь Чарлза Кэрролла, сенатора США, подписавшего Декларацию независимости | 10 769                 | 1627 км² | Округ Карролл на карте штата.           |
| Чикасо            | 017      | Хьюстон             | 1836    | Образован из бывшей части округа Монро и неорганизованной территории                           | назван в честь индейского племени чикасо | 19 440                 | 1300 км² | Округ Чикасо на карте штата.            |
| Чокто             | 019      | Акермен             | 1833    | Образован из бывших частей округов Лаундс, Мадисон, Монро и Язу                                | назван в честь индейского племени чокто | 9758                   | 1085 км² | Округ Чокто на карте штата.             |
| Клейборн          | 021      | Порт-Гибсон         | 1802    | Бывшая часть округа Джефферсон (Pickering)                                                     | назван в честь Уильяма Клейборна , первого губернатора Луизианы | 11 831                 | 1261 км² | Округ Клейборн на карте штата.          |
| Кларк             | 023      | Куитмен             | 1833    | Бывшая часть округа Уэйн                                                                       | назван в честь судьи Джошуа Дж. Кларка | 17 955                 | 1790 км² | Округ Кларк на карте штата.             |
| Клей              | 025      | Уэст-Пойнт          | 1871    | Образован из бывших частей округов Чикасо, Лаундс, Монро и Октиббеха (formally (Colfax County) | назван в честь Генри Клея — сенатора США, спикера Палаты представителей, государственного секретаря США | 21 979                 | 1059 км² | Округ Клей на карте штата.              |
| Коахома           | 027      | Кларксдейл          | 1836    | образован из неорганизованной территории штата                                                 | происходит от индейского слова, означающего кугуара | 30 622                 | 1435 км² | Округ Коахома на карте штата.           |
| Копайа            | 029      | Хейзлхерст          | 1823    | Образован из бывших частей округов Франклин и Хайндс                                           | derives from Native American word meaning calling panther | 28 757                 | 2012 км² | Округ Копайа на карте штата.            |
| Ковингтон         | 031      | Коллинс             | 1819    | Образован из бывших частей округов Лоренс и Уэйн                                               | назван в честь Леонарда Ковингтона (1768–1813) — бригадного генерала армии США, конгрессмена в Палате представителей | 19 407                 | 1072 км² | Округ Ковингтон на карте штата.         |
| Де-Сото           | 033      | Хернандо            | 1836    | Образован из бывших частей округов Монро и Вашингтон                                           | назван в честь конкистадора Эрнандо де Сото | 107 199                | 1238 км² | Округ Де-Сото на карте штата.           |
| Форрест           | 035      | Хэттисберг          | 1906    | Бывшая часть округа Перри                                                                      | назван в честь Нейтана Форреста, генерала Армии Конфедеративных Штатов Америки времён гражданской войны | 72 604                 | 1210 км² | Округ Форрест на карте штата.           |
| Франклин          | 037      | Медвилл             | 1809    | Бывшая часть округа Адамс                                                                      | назван в честь Бенджамина Франклина — одного из «отцов-основателей» США | 8448                   | 1463 км² | Округ Франклин на карте штата.          |
| Джордж            | 039      | Люсдейл             | 1910    | Образован из бывших частей округов Грин и Джэксон                                              | назван в честь Джеймса З. Джорджа, сенатора США в 1881–1897 годах | 19 144                 | 1238 км² | Округ Джордж на карте штата.            |
| Грин              | 041      | Ликсвилл            | 1811    | Бывшая часть округа Уэйн                                                                       | назван в честь генерала Натаниэля Грина, участника войны за независимость США | 13 299                 | 1847 км² | Округ Грин на карте штата.              |
| Гренада           | 043      | Гренада             | 1870    | Образован из бывших частей округов Карролл, Чокто, Таллахатчи и Ялобуша                        | назван в честь испанской провинции | 23 263                 | 1093 км² | Округ Гренада на карте штата.           |
| Ханкок            | 045      | Бей-Сент-Луис       | 1812    | Образован из неорганизованной территории штата                                                 | назван в честь Джона Хэнкока, подписавшего Декларацию независимости США, первого губернатора штата Массачусетс | 42 967                 | 1235 км² | Округ Ханкок на карте штата.            |
| Гаррисон          | 047      | Галфпорт и Билокси  | 1841    | Бывшая часть округа Ханкок                                                                     | назван в честь девятого президента США Уильяма Генри Гаррисона | 189 601                | 1505 км² | Округ Гаррисон на карте штата.          |
| Хайндс            | 049      | Джэксон             | 1821    | Образован из неорганизованной территории, уступленной племенем чокто в 1820 году               | назван в честь Томаса Хайндса, генерала во время Англо-американской войны 1812 года | 250 800                | 2251 км² | Округ Хайндс на карте штата.            |
| Холмс             | 051      | Лексингтон          | 1833    | Бывшая часть округа Язу                                                                        | назван в честь Дэвида Холмса, последнего губернатора территории Миссисипи и первого губернатора штата Миссисипи | 21 609                 | 1958 км² | Округ Холмс на карте штата.             |
| Хамфрис           | 053      | Белзони             | 1918    | Образован из бывших частей округов Холмс, Санфлауэр, Вашингтон и Язу                           | назван в честь Бенджамина Хамфриса, генерала армии конфедератов, губернатора штата Миссисипи с 1865 по 1868 год | 11 206                 | 1083 км² | Округ Хамфрис на карте штата.           |
| Иссакуина         | 055      | Мейерсвилл          | 1844    | Бывшая часть округа Вашингтон                                                                  | назван в честь Native American word for Deer River | 2274                   | 1070 км² | Округ Иссакуина на карте штата.         |
| Итавомба          | 057      | Фултон              | 1836    | Бывшая часть округа Монро                                                                      | назван в честь Итавамбы — вождя племени чикасо, также известного как Леви Колберт | 22 770                 | 1378 км² | Округ Итавомба на карте штата.          |
| Джэксон           | 059      | Паскагула           | 1812    | Образован из неорганизованной территории штата                                                 | назван в честь Эндрю Джексона | 131 420                | 1883 км² | Округ Джэксон на карте штата.           |
| Джаспер           | 061      | Бей-Спрингс         | 1833    | Образован из бывших частей округов Джонс и Уэйн                                                | назван в честь Уильяма Джаспера — солдата, отличившегося при защите форта Моултри во время Американской войны за независимость | 18 149                 | 1751 км² | Округ Джаспер на карте штата.           |
| Джефферсон        | 063      | Фейетт              | 1799    | Один из двух первоначальных округов штата (formally Pickering)                                 | назван в честь Томаса Джефферсона | 9740                   | 1344 км² | Округ Джефферсон на карте штата.        |
| Джефферсон-Дейвис | 065      | Прентисс            | 1906    | Образован из бывших частей округов Ковингтон и Лоренс                                          | назван в честь Джефферсона Дэвиса, первого и единственного президента Конфедеративных Штатов Америки | 13 962                 | 1057 км² | Округ Джефферсон-Дейвис на карте штата. |
| Джонс             | 067      | Лорел               | 1826    | Образован из бывших частей округов Ковингтон и Уэйн (formally Davis (1865-1869 (Civil War))    | назван в честь адмирала Джона Пола Джонса | 64 958                 | 1797 км² | Округ Джонс на карте штата.             |
| Кемпер            | 069      | Де Калб             | 1833    | Образован из бывших частей округов Лаундс, Ранкин и Уэйн                                       | назван в честь Reuben Kemper | 10 453                 | 1984 км² | Округ Кемпер на карте штата.            |
| Лафайетт          | 071      | Оксфорд             | 1836    | Бывшая часть округа Монро                                                                      | назван в честь участия маркиза де Лафайета в американской войне за независимость | 38 744                 | 1634 км² | Округ Лафайетт на карте штата.          |
| Ламар             | 073      | Первис              | 1904    | Образован из бывших частей округов Марион и Перл-Ривер                                         | назван в честь Lucius Q. C. Lamar | 39 070                 | 1287 км² | Округ Ламар на карте штата.             |
| Лодердейл         | 075      | Меридиан            | 1833    | Образован из бывших частей округов Ранкин и Уэйн                                               | назван в честь Джеймса Лодердейла, американского офицера, служившего под командованием Эндрю Джексона. Лодердейл начал служить в кавалерии в 1813 году у генерала Джона Коффи, был ранен во время битвы при Талладеге, дослужился до чина полковника, умер после битвы за Новый Орлеан                                                             | 78 161                 | 1823 км² | Округ Лодердейл на карте штата.         |
| Лоренс            | 077      | Монтиселло          | 1814    | Бывшая часть округа Марион                                                                     | назван в честь офицера флота Джеймса Лоуренса, который в ходе войны за независимость США мужественно командовал трёхмачтовым тяжёлым фрегатом «USS Chesapeake (1799)» в битве против королевского фрегата «HMS Shannon (1806)» | 13 258                 | 1116 км² | Округ Лоренс на карте штата.            |
| Лик               | 079      | Картидж             | 1833    | Образован из бывших частей округов Мадисон и Ранкин                                            | назван в честь Уолтера Лика, сенатора и третьего губернатора штата Миссисипи | 20 940                 | 1510 км² | Округ Лик на карте штата.               |
| Ли                | 081      | Тьюпело             | 1866    | Образован из бывших частей округов Итавомба и Понтоток                                         | назван в честь генерала армии конфедератов Роберта Эдварда Ли | 75 755                 | 1165 км² | Округ Ли на карте штата.                |
| Лефлор            | 083      | Гринвуд             | 1871    | образован из бывших частей округов Карролл и Санфлауэр                                         | назван в честь Гринвуда ЛеФлоре (1800–1865). Наполовину француз, наполовину чокто, Гринвуд Лефлёр стал защитником прав коренных американцев, был избран в сенат штата Миссисипи | 37 947                 | 1533 км² | Округ Лефлор на карте штата.            |
| Линкольн          | 085      | Брукхейвен          | 1870    | Образован из бывших частей округов Амит, Копайа, Франклин, Лоренс и Пайк                       | назван в честь Авраама Линкольна | 33 166                 | 1518 км² | Округ Линкольн на карте штата.          |
| Лаундс            | 087      | Колумбус            | 1830    | Бывшая часть округа Монро и неорганизованной территории                                        | назван в честь Уильяма Джонса Лоундеса, конгрессмена от штата Южная Каролина | 61 586                 | 1300 км² | Округ Лаундс на карте штата.            |
| Мадисон           | 089      | Кантон              | 1828    | Бывшая часть округа Язу                                                                        | назван в честь Джеймса Мэдисона, четвёртого президента США | 74 674                 | 1862 км² | Округ Мадисон на карте штата.           |
| Марион            | 091      | Колумбия            | 1811    | Образован из бывших частей округов Амит, Франклин и Уэйн                                       | назван в честь Фрэнсиса Мэриона по прозвищу «Болотный лис», участника Войны за независимость США, бригадного генерала | 25 595                 | 1404 км² | Округ Марион на карте штата.            |
| Маршалл           | 093      | Холли-Спрингс       | 1836    | Бывшая часть округа Монро                                                                      | назван в честь Джона Маршалла — председателя Верховного Суда США (1801—1835), родоначальника американской правовой системы | 34 993                 | 1829 км² | Округ Маршалл на карте штата.           |
| Монро             | 095      | Абердин             | 1821    | Образован из неорганизованной территории, уступленной племенем чикасо в 1816 году              | назван в честь Джеймса Монро | 38 014                 | 1979 км² | Округ Монро на карте штата.             |
| Монтгомери        | 097      | Уинона              | 1871    | Образован из бывших частей округов Карролл и Чокто                                             | назван в честь генерал-майора Ричарда Монтгомери, участника войны за независимость США | 12 189                 | 1054 км² | Округ Монтгомери на карте штата.        |
| Нешоба            | 099      | Филадельфия         | 1833    | Образован из бывших частей округов Джонс, Мадисон, Ранкин и Уэйн                               | назван в честь Native American word for grey wolf | 28 684                 | 1476 км² | Округ Нешоба на карте штата.            |
| Ньютон            | 101      | Декейтер            | 1836    | Бывшая часть округа Нешоба                                                                     | назван в честь Исаака Ньютона | 21 838                 | 1497 км² | Округ Ньютон на карте штата.            |
| Ноксуби           | 103      | Мейкон              | 1833    | Образован из бывших частей округов Лаундс и Ранкин                                             | назван в честь Native American for stinking water | 12 548                 | 1800 км² | Округ Ноксуби на карте штата.           |
| Октиббеха         | 105      | Старквилл           | 1833    | Бывшая часть округа Лаундс                                                                     | назван в честь Native American word for bloody water | 42 902                 | 1186 км² | Округ Октиббеха на карте штата.         |
| Панола            | 107      | Бейтсвилл           | 1836    | Образован из бывших частей округов Монро и Вашингтон                                           | «Панола» — индейское слово для хлопка | 34 274                 | 1772 км² | Округ Панола на карте штата.            |
| Перл-Ривер        | 109      | Попларвилл          | 1890    | Образован из бывших частей округов Ханкок и Марион                                             | по названию реки Перл | 48 621                 | 2103 км² | Округ Перл-Ривер на карте штата.        |
| Перри             | 111      | Нью Огаста          | 1820    | Бывшая часть округа Грин                                                                       | назван в честь коммодора Оливера Хазарда Перри, участника англо-американской войны 1812 года, победившего англичан на озере Эри | 12 138                 | 1676 км² | Округ Перри на карте штата.             |
| Пайк              | 113      | Магнолия            | 1815    | Бывшая часть округа Марион                                                                     | назван в честь Зебулона Пайка | 38 940                 | 1059 км² | Округ Пайк на карте штата.              |
| Понтоток          | 115      | Понтоток            | 1836    | Бывшая часть округа Монро                                                                      | назван в честь Chief Pontotoc | 26 726                 | 1287 км² | Округ Понтоток на карте штата.          |
| Прентисс          | 117      | Бунвилл             | 1870    | Образован из бывших частей округов Итавомба и Тишоминго                                        | назван в честь конгрессмена Смита Прентисса (1808–1850), прославившегося как блестящий оратор | 25 556                 | 1075 км² | Округ Прентисс на карте штата.          |
| Куитмен           | 119      | Маркс               | 1877    | Образован из бывших частей округов Коахома, Панола, Таллахатчи и Тьюника                       | назван в честь Джона Куитмена (1798–1858), дважды избиравшегося губернатором штата Миссисипи: в 1835 году от партии вигов, а в 1850 году уже от демократов. В 1855–1858 годах Куитмен был членом Палаты представителей от Миссисипи. | 10 117                 | 1049 км² | Округ Куитмен на карте штата.           |
| Ранкин            | 121      | Брандон             | 1828    | Бывшая часть округа Хайндс                                                                     | назван в честь Кристофера Рэнкина, сенатора в Палата представителей США | 115 327                | 2007 км² | Округ Ранкин на карте штата.            |
| Скотт             | 123      | Форест              | 1833    | Образован из бывших частей округов Ковингтон, Джонс и Ранкин                                   | назван в честь Абрама Маршалла Скотта, седьмого губернатора Миссисипи в 1832–1833 годах. Абрам Скотт родился в Южной Каролине в 1785 году, был представителем Демократической партии, избирался в сенат штата в 1822 и 1826–1827 годах, избран губернатором в 1832, умер от холеры 12 июля 1833 года, похоронен на Гринвудском кладбище в Джэксоне | 28 423                 | 1577 км² | Округ Скотт на карте штата.             |
| Шарки             | 125      | Роллинг-Форк        | 1876    | Образован из бывших частей округов Иссакуина, Уоррен и Вашингтон                               | назван в честь судьи Уильяма Л. Шарки (1798–1873). Один раз он избирался в конгресс штата Миссисипи (1828–1829), 18 работал в Верховном суде штата. Был противником сецессии Миссисипи в 1861 году. В 1865 году Шарки несколько месяцев исполнял обязанности губернатора штата Миссисипи.                                                          | 6580                   | 1109 км² | Округ Шарки на карте штата.             |
| Симпсон           | 127      | Менденхолл          | 1824    | Бывшая часть округа Копайа                                                                     | назван в честь Джосайи Симпсона, первого назначенного судьи в штате Миссисипи | 27 639                 | 1526 км² | Округ Симпсон на карте штата.           |
| Смит              | 129      | Рэлей               | 1833    | Образован из бывших частей округов Ковингтон, Джонс и Ранкин                                   | назван в честь майора Дэвида Смита, участника Войны за независимость США | 16 182                 | 1647 км² | Округ Смит на карте штата.              |
| Стон              | 131      | Уиггинс             | 1916    | Бывшая часть округа Гаррисон                                                                   | назван в честь Джона Маршалла Стоуна, дважды губернатора Миссисипи | 13 622                 | 1153 км² | Округ Стон на карте штата.              |
| Санфлауэр         | 133      | Индианола           | 1844    | Бывшая часть округа Боливар                                                                    | назван в честь реки Санфлауэр | 34 369                 | 1797 км² | Округ Санфлауэр на карте штата.         |
| Таллахатчи        | 135      | Чарльстон           | 1833    | Образован из бывших частей округов Вашингтон и Язу                                             | назван в честь реки Таллахатчи | 14 903                 | 1668 км² | Округ Таллахатчи на карте штата.        |
| Тейт              | 137      | Сенатобия           | 1873    | Образован из бывших частей округов Де-Сото и Маршалл                                           | назван по имени Томаса Симпсона Тейта, одного из первопоселенцев этого округа | 25 370                 | 1046 км² | Округ Тейт на карте штата.              |
| Типпа             | 139      | Рипли               | 1836    | Бывшая часть округа Монро                                                                      | предположительно, «типпа» — слово из языка чикасавов, означающее «отделять» | 20 826                 | 1186 км² | Округ Типпа на карте штата.             |
| Тишоминго         | 141      | Тука                | 1836    | Бывшая часть округа Монро                                                                      | назван в честь вождя Тишоминго | 19 163                 | 1098 км² | Округ Тишоминго на карте штата.         |
| Тьюника           | 143      | Тьюника             | 1836    | Образован из бывшей части округа Вашингтон и неорганизованной территории                       | назван в честь индейского племени туника | 9227                   | 1178 км² | Округ Тьюника на карте штата.           |
| Юнион             | 145      | Нью-Олбани          | 1870    | Образован из бывших частей округов Ли, Понтоток и Типпа                                        | "юнион" означает "объединение", округ назван в честь объединения конфедератского юга и США | 25 362                 | 1077 км² | Округ Юнион на карте штата.             |
| Уолтолл           | 147      | Тайлертаун          | 1912    | Образован из бывших частей округов Марион и Пайк                                               | назван в честь Эдварда Уолтхолла, генерала Армии конфедератов, сенатора от Миссисипи | 15 156                 | 1046 км² | Округ Уолтолл на карте штата.           |
| Уоррен            | 149      | Виксберг            | 1809    | Бывшая часть округа Клейборн                                                                   | назван в честь доктора Джозефа Уоррена (1741–1775) | 49 644                 | 1520 км² | Округ Уоррен на карте штата.            |
| Вашингтон         | 151      | Гринвилл            | 1827    | Образован из бывших частей округов Уоррен и Язу                                                | назван в честь Джорджа Вашингтона | 62 977                 | 1875 км² | Округ Вашингтон на карте штата.         |
| Уэйн              | 153      | Уэйнсборо           | 1809    | Бывшая часть округа Вашингтон (штата Алабама)                                                  | назван в честь американского генерала и политика «Безумного» Энтони Уэйна | 21 216                 | 2098 км² | Округ Уэйн на карте штата.              |
| Уэбстер           | 155      | Уолтолл             | 1874    | Образован из бывших частей округов Чикасо, Чокто и Montegomery (Formally Sumner County)        | назван в честь Дэниела Уэбстера, госсекретаря США, сенатора | 10 294                 | 1096 км² | Округ Уэбстер на карте штата.           |
| Уилкинсон         | 157      | Вудвилл             | 1802    | Бывшая часть округа Адамс                                                                      | назван в честь генерала Джеймса Уилкинсона | 10 312                 | 1753 км² | Округ Уилкинсон на карте штата.         |
| Уинстон           | 159      | Луисвилл            | 1833    | Образован из бывших частей округов Лаундс, Ранкин и Уэйн                                       | назван в честь Луиса Уинстона, судьи Верховного Суда штата Миссисипи | 20 160                 | 1572 км² | Округ Уинстон на карте штата.           |
| Ялобуша           | 161      | Уотер Вэлли         | 1833    | Образован из бывших частей округов Монро, Вашингтон и Язу                                      | название происходит от индейского Choctaw yaloha (место головастиков) | 13 051                 | 1210 км² | Округ Ялобуша на карте штата.           |
| Язу               | 163      | Язу-Сити            | 1823    | Бывшая часть округа Хайндс                                                                     | назван в честь индейского племени Язу | 28 149                 | 2383 км² | Округ Язу на карте штата.               |

### Бывшие округа
- Бэйнбридж (1823—1824): был выделен из округа Ковингтон, а затем обратно с ним объединён.
- Перл (1872—1878): был выделен из округа Ханкок, а затем его территория поделена между округами Ханкок и Марион.